# Балка Канцерівка
Балка Канцерівка (Канцерка, Канцичка) — балка (річка) в Україні у Солонянському районі Дніпропетровської області. Права притока річки Дніпра (басейн Дніпра).

## Опис
Довжина балки приблизно 7,27 км, найкоротша відстань між витоком і гирлом — 6,48 км, коефіцієнт звивистості річки — 1,12. Формується декількома балками та загатами. На деяких діянках балка пересихає.

## Розташування
Бере початок у селі Широкополе (колишнє Канцерополь). Тече переважно на південний схід понад селом Любимівка і на північній стороні від села Федорівки впадає у річку Дніпро.

## Цікаві факти
- Від витоку балки на західній стороні на відстані приблизно 950 м пролягає автошлях Н08[3] (автомобільний шлях національного значення на території України, Бориспіль — Кременчук — Дніпро — Запоріжжя — Пологи — Маріуполь. Проходить територією Київської, Черкаської, Полтавської, Кіровоградської, Дніпропетровської, Запорізької та Донецької областей.).
- У XX столітті на балці існували молочно, -птице-тваринні ферми (МТФ, ПТФ) та газові свердловини[2], а у XIX столітті — декілька вітряних млинів[1].